# Michel Croz
Michel Auguste Croz (Vale de Chamonix, 22 de abril de 1830 - 14 de julho de 1865), cognominado "Príncipe dos guias" pelos seus pares e alpinistas, foi um guia de alta montanha, que morreu quando chefiava a primeira ascensão do Monte Cervino (Matterhorn), o "pico mais inacessível dos Alpes", segundo a expressão de Edward Whymper.
Aos 30 anos foi escolhido por William Mathews para o ajudar a ascensão do Monte Branco, que notando a sua destreza, continua a pedir a sua ajuda daí por diante. Michel Croz passou assim a acompanhar os melhores alpinistas amadores da época, que na grande maioria eram ingleses.
Durante os cinco anos seguintes ele é o guia de alta montanha que vai alinhar mais primeiras ascensões e entre outras assinalam-se:
- 1860 - primeira da Grande Casse acom Williams Matthews e Étienne Favre
- 1861 - primeira da Viso com W. Matthews e T.G. Bonney
- 1863 - travessia das Grandes Rousses de novo com Matthews
- 1864 - primeira da Aiguille d'Argentière com Whymper

Em 1864 W. Matthews  retira-se e agora acompanha Edward Whymper na travessia de Brèche na Meije, Nesse ano faz conhecimento do guia suíço do Oberland Bernês Christian Almer que segundo Whymper é um verdadeira cartada mestra pois ambos se entendem e completam admiravelmente e encadeiam as primeiras do col du Triolet, monte Dolent, Aiguille d'Argentière, Dent Blanche, Grandes Jorasses e travessia do col du Dolent. Era a idade de ouro do alpinismo.

## O acidente
Em 1865 Edward Whymper que há anos tenta conquistar o Matterhorn junta-se  a Charles Hudson que havia escolhido Michel Croz como guia e que chefia uma cordada de sete alpinistas composta pelo velho guia Peter Taugwalder e o filho como ele chamado Peter enquanto que carregador, Lord Francis Douglas, Douglas Hadow, Charles Hudson e E. Whymper.
Na descida, Hadow escorregou e, apesar de ajuda de Michel Croz, arrasta na sua queda o próprio guia Croz, assim como Hudson e Douglas. A corda que ligava Douglas a Peter Taugwalder parte-se, salvando assim este e Edward Whymper que fechava a cordada.
Os corpos dos alpinistas mortos encontram-se no cemitério de Zermatt.
|                                                                        |  |  |
| A tragédia do Cervino em 14 de julho de 1865 - gravura de Gustave Doré |  |  |